# 인간 탐구 위대한 질문
인간 탐구 위대한 질문은 매주 수요일 밤 11시 40분에 KBS 1TV로 방송된 한국방송공사의 텔레비전 프로그램이다.

## 기획 의도
대한민국 최고의 지성인들이 펼치는 지(知)의 축제. 인간과 사회, 과학과 철학, 종교 등의 근본적 질문을 던진다. 최고의 학자와 명사들이 출연해 자신의 모든 지식을 동원해 벌이는 토론으로 우리 사회 지적 수준을 높일 수 있는 창조적 토론 프로그램

## 방송 시간
| 방송 채널 | 방송 기간                           | 방송 시간                           |
| --------- | ----------------------------------- | ----------------------------------- |
| KBS 1TV   | 2016년 10월 12일 ~ 2016년 11월 16일 | 매주 수요일 밤 11:40 ~ 12:30 (50분) |

## 방송 회차
| 회차 | 방송일           | 제목                                |
| ---- | ---------------- | ----------------------------------- |
| 1회  | 2016년 10월 12일 | 나는 왜 창의적이지 않을까?          |
| 2회  | 2016년 10월 19일 | 우리는 죽음을 선택할 권리가 있는가? |
| 3회  | 2016년 10월 26일 | 행복이란 무엇인가?                  |
| 4회  | 2016년 11월 2일  | 나는 왜 사랑에 실패할까?            |
| 5회  | 2016년 11월 9일  | 나만 이기적일까?                    |
| 6회  | 2016년 11월 16일 | 인간은 특별한 존재인가?             |

## 시청률
| 회차 | 방송 일자        | 전국 시청률 |
| ---- | ---------------- | ----------- |
| 1회  | 2016년 10월 12일 | 2.2%        |
| 2회  | 2016년 10월 19일 | 1.6%        |
| 3회  | 2016년 10월 26일 | 1.7%        |
| 4회  | 2016년 11월 2일  | 1.7%        |
| 5회  | 2016년 11월 9일  | 1.5%        |
| 6회  | 2016년 11월 16일 | 1.5%        |